# Drino argenticeps
Drino argenticeps là một loài ruồi trong họ Tachinidae.